# Miss International 1972
Miss International 1972, dodicesima edizione di Miss International, si è tenuta presso Tokyo, in Giappone, il 6 ottobre 1972. La britannica Linda Hooks è stata incoronata Miss International 1972.

## Risultati

### Piazzamenti
| Risultato finale        | Concorrente |
| ----------------------- | --- |
| Miss International 1972 | - Regno Unito - Linda Hooks |
| 2ª classificata         | - Australia - Christine Nola Clark |
| 3ª classificata         | - Filippine - Yolanda Adriatico Dominguez |
| 4ª classificata         | - Brasile - Jane Vieira Macambira |
| 5ª classificata         | - Stati Uniti - Lindsay Diane Bloom |
| Semifinaliste           | - Argentina - Adriana Graciela Martin - Colombia - Lamia El Kouri Chaia - Finlandia - Tarja Annikki Leskinen - Francia - Suzanne Angly - Germania - Brigitte Burfino - Giappone - Yuko Tamehisa - Irlanda - Katherine Talbot - Portogallo - Gilda Isabel Abreu - Turchia - Hulya Ercan - Venezuela - Marilyn Plessman Martínez |

### Riconoscimenti speciali
| Riconoscimento        | Concorrente                               |
| --------------------- | ----------------------------------------- |
| Miss Photogenic       | - Regno Unito - Linda Hooks               |
| Miss Friendship       | - Porto Rico - Miriam López               |
| Best National Costume | - Filippine - Yolanda Adriatico Dominguez |

## Concorrenti
- Argentina - Adriana Graciela Martin
- Australia - Christine Nola Clark
- Austria - Brigitt Matzak Von Goricke
- Belgio - Caroline A Devienne
- Bolivia - Leticia Brunn Aguilera
- Brasile - Jane Vieira Macambira
- Canada - Bonny Brady
- Cile - Pamela Santibanez Berg
- Colombia - Lamia El Kouri Chaia
- Corea del Sud - Suh Ae-ja
- Costa Rica - Isabel Amador
- Danimarca - Gitte Mogensen
- Ecuador - Lucia del Carmen Fernández Avellaneda
- Filippine - Yolanda "Yogi" Adriatico Dominguez
- Finlandia - Tarja Annikki Leskinen
- Francia - Suzanne Angly
- Germania - Brigitte Burfino
- Giappone - Yuko Tamehisa
- Grecia - Neti Fasouli
- Guam - Edna Maria Quintanilla
- Hawaii - Allison John
- India - Indira Muthanna
- Irlanda - Katherine Talbot
- Islanda - Kolbrun Sveinsdóttir
- Italia - Rita Pistolozzi
- Lussemburgo - Lydia Thilgen
- Malaysia - Francesca Lee Mei Fung
- Malta - Dolores Abdilla
- Messico - Margarita Julia Martinez
- Nicaragua - Connie Anne Ballantyne Sequeira
- Norvegia - Vigdis Thire
- Nuova Zelanda - Janice Dawn Walker
- Paesi Bassi - Monica Strotmann
- Porto Rico - Miriam López
- Portogallo - Gilda Isabel Abreu
- Regno Unito - Linda Hooks
- Singapore - May Tan
- Spagna - Gloria Puyol Toledo
- Sri Lanka - Damayanthi Gunewardena
- Stati Uniti - Lindsay Diane Bloom
- Svezia - Eva Andersson
- Svizzera - Anneliese Weber
- Tahiti - Moea Arapari
- Thailandia - Sarinya Thattavorn
- Turchia - Hulya Ercan
- Uruguay - Christina Moller
- Venezuela - Marilyn Plessman Martínez